# Sarcoscyphaceae
Sarcoscyphaceae é uma família de fungos de taça da ordem Pezizales. Existem 13 géneros e 102 espécies nesta família. Os membros desta família têm uma distribuição cosmopolita, sendo encontrados tanto em regiões tropicais como temperadas.